# Bomb Alarm System

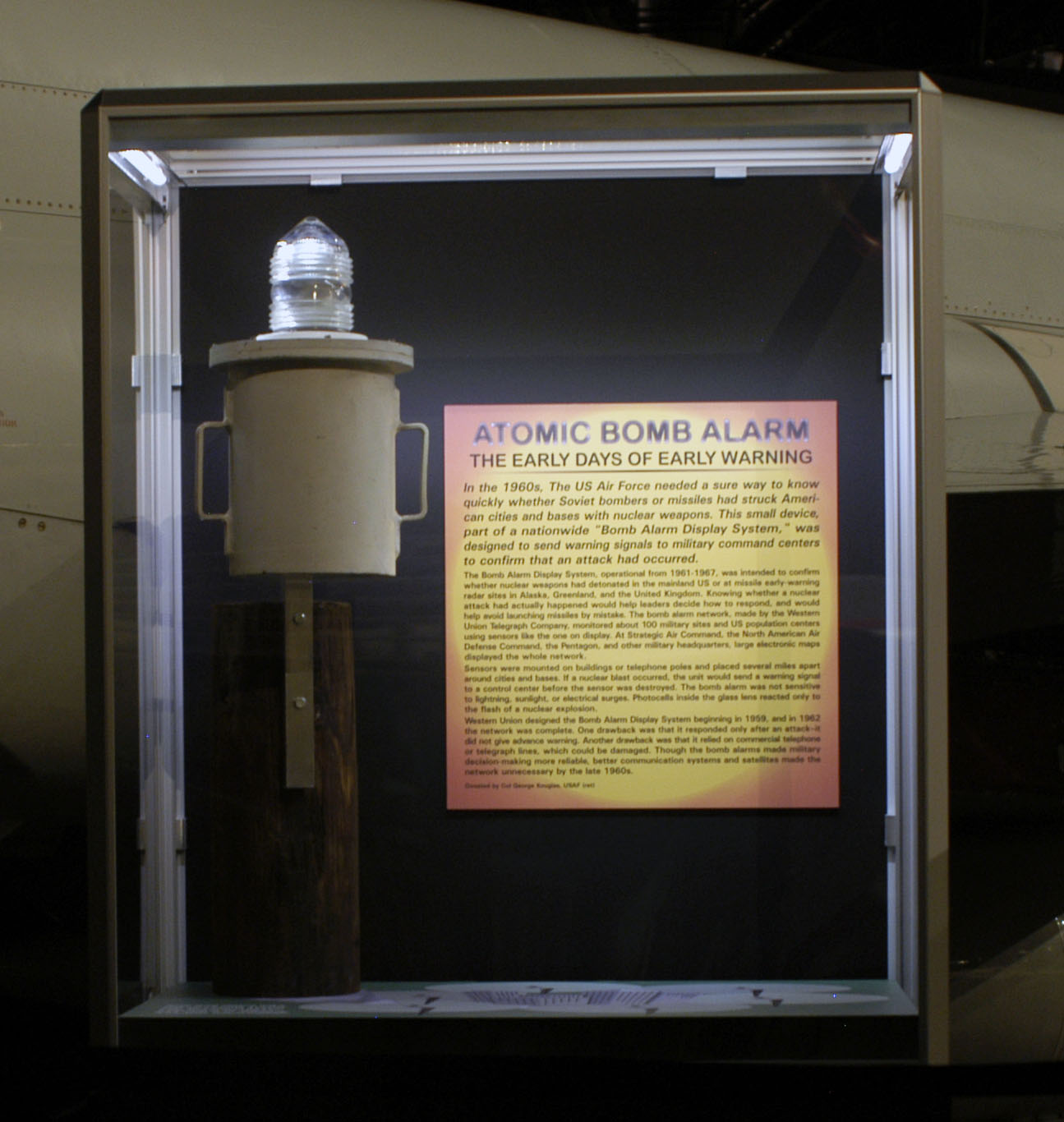
Capteur Bomb Alarm System

Le Bomb Alarm System (également appelé Bomb Alarm Display System) est un réseau américain et britannique de capteurs optiques à bhangmètre destiné à confirmer la détonation d'une arme nucléaire ennemie à proximité de villes ou d'installations militaires aux États-Unis ou de sites de radars à alerte avancée au Royaume-Uni ou au Groenland.
Le BAS a été conçu par Western Union en 1959 et fut pleinement opérationnel en 1962. Le BAS était sous la responsabilité de la 9th Space Division. Le BAS, et a fonctionné jusqu'en 1967.
Les capteurs BAS ont été conçus pour signaler l’apparition d’un éclair nucléaire via des lignes téléphoniques ou télégraphiques avant que le capteur ne soit détruit par l’explosion. Ils ont été conçus pour ignorer les signaux parasites provenant de la foudre, de la lumière du soleil ou des surtensions électriques.